# Issey Nakajima-Farran
Issey Nakajima-Farran (16 de maig de 1984) és un futbolista canadenc. Va disputar 38 partits amb la selecció del Canadà.

## Estadístiques
| Selecció del Canadà | Selecció del Canadà | Selecció del Canadà |
| Anys                | Partits             | Gols                |
| ------------------- | ------------------- | ------------------- |
| 2006                | 1                   | 0                   |
| 2007                | 7                   | 0                   |
| 2008                | 7                   | 1                   |
| 2009                | 3                   | 0                   |
| 2010                | 4                   | 0                   |
| 2011                | 1                   | 0                   |
| 2012                | 0                   | 0                   |
| 2013                | 7                   | 0                   |
| 2014                | 3                   | 0                   |
| 2015                | 4                   | 0                   |
| 2016                | 1                   | 0                   |
| Total               | 38                  | 1                   |